# Воскресенский район (БАССР)
Воскресенский район БАССР был образован 20 марта 1937 года и расформирован в июле 1956 года.
Райцентр — село Воскресенское. Расстояние от райцентра до Стерлитамака — 102 км, до близлежащей ж.д. станции (Мелеуз) — 26 км, площадь 1483 км², сельсоветов — 10 (данные на 1952 год).
Постановлением Всероссийского Центрального Исполнительного Комитета «Об образовании новых районов в Башкирской АССР» от 20 марта 1937 года в Башкирии были сформированы 6 новых районов: Байкибашевский, Воскресенский, Ишимбайский, Кандринский, Матраевский и Покровский.
С 29 мая 1952 Воскресенский район вошёл в Стерлитамакскую область, областное деление было отменено 30 апреля 1953 г.
При укрупнении районов в июле 1956 года были упразднены 7 районов: Абзановский, Байкибашевский, Бузовьязовский, Воскресенский, Кандринский, Матраевский, Улу-Телякский.
Воскресенский райком создан в 1937 г. в связи с образованием района. Ликвидирован в связи с упразднением района постановлением бюро Башкирского обкома КПСС от 6 июля 1956 г..
Площадь — 1483 км². Районный центр — с. Воскресенское. В районе было 10 сельских советов, 65 сельских населённых пунктов. Население — 25,6 тыс. чел. (1950), преобладали русские, башкиры.
Основу экономики составляло сельское хозяйство, специализировавшееся на разведении крупного рогатого скота мясо-молочного направления и выращивании зерновых культур, кормовых культур, свёклы сахарной, подсолнечника. Было 9 колхозов, МТС, леспромхоз, 35 общеобразовательных школ, в том числе 3 средних, центральная районная 6ольница, ДК, 12 клубных учреждений, районная и 10 сельских библиотек. Издавалась газета «Ленинский путь».